# Malawi ai Giochi della XXX Olimpiade
Il Malawi ha partecipato ai Giochi della XXX Olimpiade di Londra, che si sono svolti dal 27 luglio al 12 agosto 2012, con una delegazione di 3 atleti.
Il portabandiera è stato il maratoneta Mike Tebulo.
Il Malawi ha terminato l'avventura londinese senza conquistare medaglie.

## Atletica leggera
Gare maschili
| Atleta      | Gara     | Finale   | Finale |
| Atleta      | Gara     | Tempo    | Pos.   |
| ----------- | -------- | -------- | ------ |
| Mike Tebulo | Maratona | 2h19'11" | 44º    |

Gare femminili
| Atleta            | Gara  | Batterie | Batterie | Semifinali      | Semifinali      | Finale          | Finale          |
| Atleta            | Gara  | Tempo    | Pos.     | Tempo           | Pos.            | Tempo           | Pos.            |
| ----------------- | ----- | -------- | -------- | --------------- | --------------- | --------------- | --------------- |
| Ambwene Simukonda | 400 m | 54"20    | 5ª       | non qualificata | non qualificata | non qualificata | non qualificata |

## Nuoto
Gare femminili
| Atleta          | Gara              | Batteria | Batteria  | Semifinale      | Semifinale      | Finale          | Finale          |
| Atleta          | Gara              | Tempo    | Posizione | Tempo           | Posizione       | Tempo           | Posizione       |
| --------------- | ----------------- | -------- | --------- | --------------- | --------------- | --------------- | --------------- |
| Joyce Tafatatha | 50 m stile libero | 27"74    | 46ª       | non qualificata | non qualificata | non qualificata | non qualificata |